# Круглик (Миргородский район)
Круглик (укр. Круглик) — село,
Шахворостовский сельский совет,
Миргородский район,
Полтавская область,
Украина.
Село ликвидировано в 1990 году.

## Географическое положение
Село Круглик находится в 1,5 км от села Шахворостовка.
Рядом проходит автомобильная дорога Р-42.
Село указано на трехверстовке Полтавской области. Военно-топографическая карта.1869 года как хутор без названия

## История
- 1990 — село ликвидировано[1].